# Зиновій (Корзинкін)
Митрополит Зино́вій (у світі Анато́лій Олексійович Корзи́нкін; 19 червня 1948, Слов'янськ, Донецька область) — український музичний педагог, який зробив духовну кар'єру у Республіці Мордовія.
Архієрей Московської партіархії; митрополит Саранський та Мордовський, голова Мордовської митрополії РПЦ. Як член Комісії з питань духовно-морального виховання у загальноосвітній школі Московської патріархії, змагається за клерикалізацію світських освітніх установ в неоімперському дусі.
Кандидат педагогічних наук, кандидат богослов'я. У минулому — декан факультету теології та релігієзнавства Курського державного університету.

## Життєпис
Народився в сім'ї українського художника-реставратора у місті Слов'янськ.
Після закінчення Донецького музичного училища у 1967—1972 рр. навчався по класу скрипки у Донецькому державному музично-педагогічному інституті. Після закінчення — викладач по класу скрипки Запорізького музичного училища. Підготував низку професійних українських скрипалів.

## Церковна служба
Залишивши музичну та викладацьку кар'єру, емігрував на Московщину, де поперемінно живе то в Москві, то в Курську, працює сторожем Сергієво-Казанського собору.
29 квітня 1978 — рукопокладений в сан диякона, а 25 жовтня в ієрея.
22 лютого 1984 — пострижений в чернецтво з іменем Зиновій на честь священомученика Зиновія, єпископа Егейського.
1987 — призначений настоятелем Свято-Троїцького храму у місті Щигри та благочинним Щигрівського округу Курської єпархії Московської патріархії. Заснував Свято-Троїцьке братство у місті Щигри — одне із найбільши підприємств з виробництва церковного начиння.
1989 — заочно закінчив Московську духовну семінарію.
З вересня 1998 декан факультету теології та релігієзнавства Курського державного університету.
1999 — кандидат педагогічних наук, захистився за темою «Духовно-моральна концепція виховання особистості у сучасній освіті».
26 червня 2009 — член Комісії з питань духовно-морального виховання у загальноосвітній школі при Синодальному відділі релігійного виховання та катехізації.

### Архієрейство
22 березня 2011 призначений єпископом Елістинським та Калмицьким Московської патріархії — однієї з найслабших кафедр РПЦ.
19 березня 2014 рішенням Синоду Московської патріархії призначений архієпископом Саранським та Мордовським, головою новоствореної Мордовської митрополії РПЦ. Прийшов на колишню кафедру керуючого справами Московської Патріархії, співплемінника патріарха Кирила — Варсонофія Судакова, який зробив Республіку Мордовію одним із потужних центрів клерикалізації чиновництва та освіти, безоглядної русифікації ерзянського та мокшанського народів. У Калмикії Зиновія Корзинкіна на єпископській кафедрі РПЦ замінив розжалуваний з американських парафій МП Юстиніан Овчинніков, колишній духовний очільник бойовиків у невизнаній Придінстровській Молдавській Республіці.
З 24 березня по 30 травня 2014 — за дорученням Патріарха Кирила Зиновій Корзинкін тимчасово керував Симбірською єпархією.
30 березня 2014 — зведений в сан митрополита.

## Праці
- (рос.) Духовно-нравственная концепция воспитания личности и современное образование: Диссертация. канд. пед. наук. Курск, 1999.
- (рос.) Слово на открытии конференции Свет Валаама[недоступне посилання з квітня 2019].
- (рос.) Слово архимандрита Зиновия (Корзинкина) при наречении во епископа Элистинского и Калмыцкого [Архівовано 27 листопада 2015 у Wayback Machine.]